# 绍罗·布法利尼

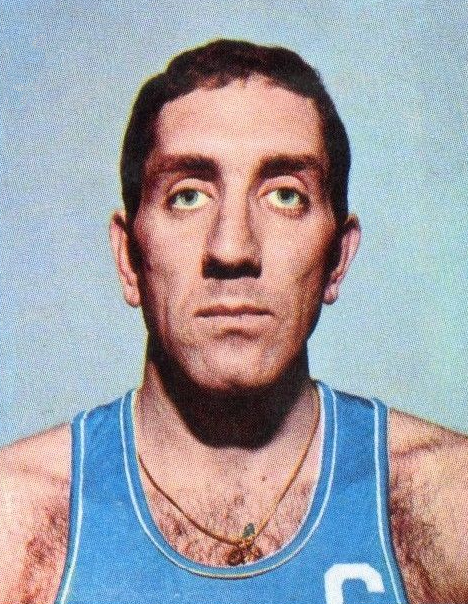
绍罗·布法利尼

绍罗·布法利尼（義大利語：Sauro Bufalini，1941年4月28日—2012年4月1日），意大利男子篮球运动员。他曾代表意大利获得1964年夏季奥运会男子篮球比赛第五名和1968年夏季奥运会男子篮球比赛第八名。他也在地中海运动会上获得一枚金牌和一枚银牌。